# 陳侃 (清朝)
陈侃（?—?），河南光山县人。清朝官员。同进士出身。
光绪二十一年（1895年）乙未科三甲进士；同年五月，著交吏部掣签分发各省，以知县即用。光绪二十九年（年）任福建邵武府建宁县知县。旧《建宁县志》入名宦传。